# 천바오궈
천바오궈(중국어 간체자: 陈宝国, 정체자: 陳寶國, 병음: Chén Bǎoguó, 한자음: 진보국, 1956년 3월 9일~)는 중화인민공화국의 배우이다.

## 출연 작품

### 텔레비전 드라마
- 최후일장첨증
- 대명왕조 1566
- 정관장가 - 두여회 역
- 노농민
- 북평무전사
- 미공하대안
- 대하인녀

### 영화
- 미공하대안 (2014년)
- 대하인녀 (2014년)
- 북평무전사 (2014년)
- 노농민 (2014년)
- 호부전기 (2012년)
- 정자무활 (2012년)
- 건국대업 (2009년)
- 대명왕조 1566년 (2007년)
- 정관장가 (2007년)
- BB 프로젝트 (2006년) - 대부 역
- 향혼녀 (1993년)